# انحصار العصب الفرجي
انحصار العصب الفرجي أو انفخاخ العصب الفرجي (بالإنجليزية: Pudendal nerve entrapment)‏، ويُعرف أيضًا باسم متلازمة نفق ألكوك، هو ألمٌ مزمنٌ غير شائعٍ، يحدث بسبب انضغاط أو انحصار العصب الفرجي (يُوجد في الحوض). يكون الألم مرتبطًا بموضع الشخص، حيث يزداد سوءًا مع الجلوس. تحدث أعراضٌ أخرى مثل خدرٍ في الأعضاء التناسلية، وسلسٍ في البراز والبول.
غالبًا ما يستخدم مصطلح الألم العصبي الفرجي (بّي إن) مرادفًا لمصطلح «انحصار العصب الفرجي». قد تؤثر هذه الحالة تأثيرًا كبيرًا في نوعية حياة الفرد. قد يحدث الألم العصبي الفرجي نتيجة عوامل عديدة بما فيها الحدثية الالتهابية، وركوب الدراجات المفرط، أو يكون «حالة ثانوية للولادة». وجدت دراسة استعراضية أجريت عام 2009 أن «انتشار الألم العصبي الفرجي غير محدد ويبدو أنه حدث نادر» وأنه «لا يوجد دليل يربط وجود هذه المتلازمة بتشخيص انحصار العصب الفرجي»، ما يعني أيضًا إمكانية اختبار جميع أعراض انحصار العصب الفرجي (المعروف أيضًا باسم الألم العصبي الفرجي) دون انحصاره، بناءً على المعايير المحددة في نانت عام 2006.
وجدت دراسة أجريت عام 2015 على 13 جثة أنثى طبيعية أن العصب الفرجي كان مرتبطًا أو مثبتًا بالرباط العجزي الشوكي (أي «محاصر») في جميع الجثث المدروسة، ما يشير إلى مبالغة محتملة في موضوع تشخيص انحصار العصب الفرجي.

## الأعراض
لا توجد علامات سريرية محددة أو نتائج اختبارات مكملة لهذه الحالة.
قد يحدث تخدر شرجي-تناسلي وسلس البراز و/أو البول، وقد يعاني الأشخاص أيضًا ألمًا حارقًا في منطقة الشرج أو الأعضاء التناسلية.
غالبًا ما يطلق على المرض اسم «متلازمة الدراج» عند راكبي الدراجات الذكور، التي نادرًا ما يصاب فيها راكبو الدراجات بتنميل متكرر في القضيب وكيس الصفن بعد ركوب الدراجات لفترات طويلة، أو يختبرون تغير الإحساس عند القذف، مع اضطراب التبول وضعف ضبط التغوط. تعد متلازمات انحصار العصب، التي تظهر على شكل خدر في الأعضاء التناسلية، من بين أكثر مشاكل الجهاز البولي التناسلي المرتبطة بالدراجات شيوعًا.
يكون الألم وضعيًا إن وجد، وينتج عادة عن الجلوس ويخف بالوقوف أو الاستلقاء أو الجلوس على مقعد المرحاض. يشير الألم العجاني إلى متلازمة النفق إذا كان وضعيًا (يتغير مع وضعية الشخص، مثل الجلوس أو الوقوف). أفاد طبيب التخدير جون إس. ماكدونالد من جامعة كاليفورنيا في لوس أنجلوس أن ألم الجلوس الذي يخف بالوقوف أو الجلوس على مقعد المرحاض هو العامل التشخيصي الأكثر موثوقية.
وجدت مراجعة منهجية أن بّي إن قد يرتبط باختلالات جنسية مختلفة مثل اضطراب الاستثارة التناسلية المستمرة (بّي جي إيه دي)، وضعف الانتصاب، والقذف المبكر، والتهاب دهليز الفرج. إضافةً إلى ما سبق، اقترحت مراجعة أخرى بحثت في الخلل الوظيفي الجنسي المرتبط بالدراجة أن ركوب الدراجات قد يتسبب بصورة غير مباشرة في حدوث خلل وظيفي جنسي من طريق اضطراب إشارات هرمون التستوستيرون في المحور الوطائي النخامي التناسلي في الجسم.